# Sylvan Lake Provincial Park
Sylvan Lake Provincial Park är en park i Kanada.   Den ligger i provinsen Alberta, i den centrala delen av landet, 2 900 km väster om huvudstaden Ottawa. Sylvan Lake Provincial Park ligger 933 meter över havet. Den ligger vid sjön Sylvan Lake.
Terrängen runt Sylvan Lake Provincial Park är platt. Runt Sylvan Lake Provincial Park är det mycket glesbefolkat, med 5 invånare per kvadratkilometer.. Närmaste större samhälle är Eckville, 19,6 km väster om Sylvan Lake Provincial Park.
Trakten runt Sylvan Lake Provincial Park består till största delen av jordbruksmark.